# Федериго де Лардерель
Граф Федериго де Лардерель (итал. Federigo de Larderel; 1815—1876) — итальянский промышленник и политический деятель.

## Биография
Родился 21 апреля 1815 года в Ливорно. Сын Франсуа де Лардереля.
Первоначально занимался предпринимательской деятельностью, имел заводы по производству борной кислоты. Затем занялся политической и государственной деятельностью. Был мэром Ливорно в 1870—1874 годах. Стал членом Сената Королевства Италии в 1870 году.
Умер 29 января 1876 года во Флоренции, был похоронен в Ливорно на кладбище Chiesa di San Matteo в семейной часовне. Отец Флорестана де Лардереля.

## Награды
- Кавалер ордена Почётного легиона (офицер).